# 베이빌론 (가수)
베이빌론(영어: Babylon, 본명:이종민)은 대한민국의 남자 가수이다. 바빌론이라는 이름으로도 잘 알려져 있다. 예명의 유래는 《스카페이스》에 나오는 알파치노가 자주 가는 술집 이름이다.
과거 미디어라인 소속 보이 그룹 엔트레인의 멤버로 Soul J이라는 예명으로 활동했었으나 그룹의 해체 후 예명을 베이빌론으로 바꾸고 솔로로 활동중이다.
베이빌론은 "이 이름 안에서 음악으로 돈을 벌고 성공을 하고 사랑하는 사람도 만날 거예요. 그런 의미로 붙인 이름이죠" 라고 의견을 밝혔다.
베이빌론은 싱글앨범 Between Us 의 타이틀곡 너나우리 와 싱글앨범 Fantasy 의 타이틀곡 처음 본 여자는 다 예뻐는 2016년 멜론 벅스뮤직 지니 등 음원사이트에서  1위와 2위를 차지했으며
Fantasy 의 수록곡 오늘도 난 역시 음원사이트에서 상위권을 차지하는등 베이빌론의 진가를 인정받았다.
2023년 11월 21일, 업타운에 객원 멤버로 합류하였다는 소식을 전해왔다.

## 음반 목록

### 싱글
- "PRAY" (2015)
- "BETWEEN US" (2016)[3]
- "FANTASY" (2016)[4]
- "끌려다녀" (2016)[5]
- "S.S.F.W ” (2017)
- "LA VIDA LOCA" (2017)
- "내 마음에 비친 내 모습" (2017)
- "Everything" (2018)
- "Drive" (2018)
- "덧칠" (2019)
- "너의 두 눈 속 빛나는 달" (2019)
- "비는 내리고 음악은 흐르고" (2019)
- "행복해지고 싶어" (2019)
- "너의 온기가 되어줄게" (2019)
- "Nice weather" (2020)
- "Automatic" (2020)
- "Automatic remix" (2020)
- "D.O.P.E." (WITH 이현도 & 크라운 제이)

### 정규 앨범
- "정규 1ST "CAELO" (2018)
- 정규 2ND "Hardy" (2021)
- 정규 3RD "EGO 90'S" (2022)
- 정규 3RD "EGO 90'S PART 2" (2022)
- 정규 4TH "Colors" (2023)
- 정규 5TH "MOOD" (2023)

### 피처링
- 피처링 • 2014 써니사이드 MJ - 이노래 듣고있어?
- 피처링 • 2014 팔로알토 (Paloalto) - Good Times
- 피처링 • 2014 언터쳐블 (Untouchable) - Clockwork
- 피처링 • 2015 개코 & 얀키 - Cheers
- 피처링 • 2015 아이언 - blu
- 피처링 • 2015 The Quiett (더 콰이엇) - Be About It
- 피처링 • 2015 차메인 - 클럽에서
- 피처링 • 2015 지코 - Boys And Girls
- 피처링 • 2015 2LSON (투엘슨) - 하루 같은 일
- 피처링 • 2016 Microdot (마이크로닷) - Celebrate
- 피처링 • 2016 스내키 챈 - Out Of Time
- 피처링 • 2016 TK - Pathfinder
- 피처링 • 2016 권진아 - 야!
- 피처링 • 2016 MC몽 - 아무것도 못하겠어
- 피처링 • 2017 크루셜 스타 - 쉬어도 돼
- 피처링 • 2017 이든 (EDEN) - Stand Up
- 피처링 • 2017 DJ Juice - Beautiful Life
- 피처링 • 2017  맥 컬리 (Mac Curly) - Star
- 피처링 • 2017 MAN1AC - Killin It
- 피처링 • 2017 버벌진트 - Break
- 피처링 • 2018 배치기 - 더
- 피처링 • 2018 한요한 - Beemer
- 피처링 • 2018 YDG - 카사노바
- 피처링 • 2019 정일훈 - Spoiler
- 피처링 • 2019 오하영 (에이핑크) - How we do
- 피처링 • 2019 장우혁 - STAY
- 피처링 • 2020 다비 (DAVII) - 시행착오
- 피처링 • 2021 범키 (BUMKEY) - All Of My Life
- 피처링 • 2021 퀸 와사비 (Queen WA$ABII) - Night Time Love
- 피처링 • 2022 TOMNIg (탐닉) - Back In The Day (RnB VERSION)
- 피처링 • 2022 야루 - 다가갈 때
- 피처링 • 2023 MUSM - Wherewegoing
- 피처링 • 2023 HAD - New Friend
- 피처링 • 2023 영준 (브라운 아이드 소울) - 너에게로[6]
- 피처링 • 2023 나르샤 - BLUSH
- 피처링 • 2024 김오키 - 하나,둘,셋 러브
- 피처링 • 2024 GENE$IS & KUD MAN - Cabaret
- 피처링 • 2024 JSIN (제이신) - Ocean View

## 방송
- 2017년 듀엣가요제 30회
- 2017년 유희열의 스케치북 380화
- 2017년 유희열의 스케치북 413화
- 2018년 MBC 미스터리 음악쇼 복면가왕 이래봬도 진품명품 비싼무늬토기 (참가자)
- 2018년 SONG ONE  (내 인생의 노래) - 양동근 편